# José María Goyena
José María Goyena Barandalla (Carcastillo, Navarra, 1930-13 de agosto de 2021) fue un empresario español. Primer director de la empresa pública Sodena.

## Biografía
Nacido en la población navarra de Carcastillo, se trasladó a Zaragoza para cursar la carrera de perito industrial en la Universidad de Zaragoza.
En 1952 Inició su actividad profesional en Imenasa, una empresa del grupo Huarte. Al año siguiente el empresario Félix Huarte creó la empresa Perfrisa (Perfiles en Frío), que en 1955 se estableció en el barrio pamplonés de la Rochapea, y a la que se incorporó Goyena, siendo nombrado poco tiempo después como director general. La planta se expandió con rapidez, coincidiendo con los años del desarrollo económico español. La Crisis del petróleo de 1973 provocó al año siguiente la venta de Perfrisa a la Empresa Nacional Siderúrgica (Ensidesa). Posteriormente, Perfrisa acabó integrándose en la empresa pública CSI.
Goyena comenó a trabajar en una empresa filiar de Perfrisa, Comelsa (Construcciones Metálicas Ligeras), situada en Berrioplano. Posteriormente, dicha empresa se segregó en una nueva compañía, Tabiques y Divisiones (Movinord). Goyena fue accionista de dicha empresa junto al grupo Huarte y la familia Barandiarán.
En 1983 Jaime Ignacio del Burgo fichó a Goyena para ponerse al frente de la empresa pública Sociedad de Desarrollo de Navarra, creada por la Diputación Foral para atraer inversiones y empresas extranjeras a la comunidad foral. En ella, el Gobierno de Navarra disponía del 80% del capital y Caja Navarra el 20% restante. Goyena dirió Sodena (1984-1987) bajo la presidencia del consejero de industria del gobierno navarro, Antonio Aragón.
Tras su marcha de Sodena, se involucró en otras iniciativas empresariales como Sistemas Arvo, y sociales como la Junta de Fundación Proyecto Hombre.